# Marco Wittmann
Marco Wittmann (ur. 24 listopada 1989 roku w Fürth) – niemiecki kierowca wyścigowy.

## Kariera

### Formuła BMW
Marco karierę rozpoczął w 1996 roku, od startów w kartingu. Po jej zakończeniu postanowił rozpocząć poważną karierę wyścigową, debiutując w 2007 roku w Niemieckiej Formule BMW. Wygrawszy dwa wyścigi, zmagania zakończył 5. miejscu w ogólnej punktacji. W tym samym roku zajął 2. pozycję w Światowym Finale tejże serii. W kolejnym sezonie, po połączeniu brytyjskich i niemieckich mistrzostw, Niemiec startował w Europejskiej Formule BMW. Dzięki konsekwentnej i równej jeździe (zwyciężył w jednym wyścigu na torze Spa-Francorchamps), sięgnął po tytuł wicemistrzowski, ulegając jedynie bezkonkurencyjnemu Meksykaninowi, Estebanowi Gutiérrezowi.

### Formuła 3 Euroseries
W roku 2009 zadebiutował w prestiżowej Formule 3 Euroseries. Najlepiej spisał się podczas ostatniej rundy, na torze Hockenheimring, kiedy to ukończył dwa wyścigi, odpowiednio na siódmym i trzecim miejscu. Cały sezon nie należał jednak dla Marco do najbardziej udanych, gdyż w żadnej z pozostałych eliminacji nie zdołał zdobyć ani jednego punktu. Ostatecznie dorobek zaledwie sześciu punktów pozwolił mu na zajęcie odległej 16. lokatę w końcowej klasyfikacji.

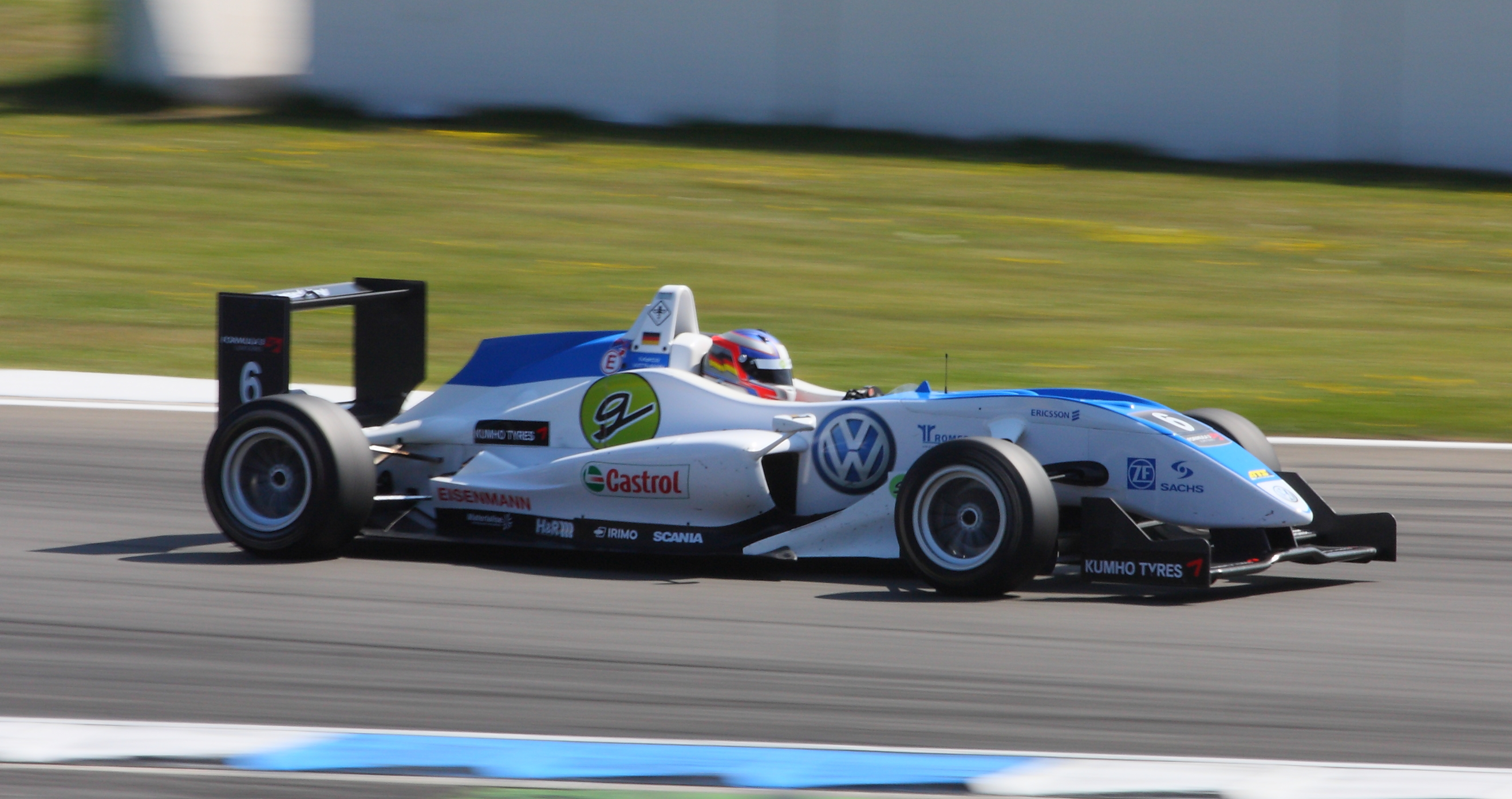
Marco Wittmann podczas wyścigu F3 Euroseries na torze Hockenheim w 2010 roku

Sezon 2010 spędził na startach we francuskim zespole Signature-Plus. Wittmann dziesięciokrotnie stanął na podium, a podczas zmagań w pierwszym wyścigu na torze Hockenheimring, odniósł jedyne zwycięstwo, po starcie z pole position. Ostatecznie został wicemistrzem serii, ulegając jedynie swojemu włoskiemu partnerowi Edoardo Mortarze.
W drugim roku współpracy z ekipą Signature Marco powtórzył wynik z poprzedniego sezonu, ponownie plasując się na 2. pozycji w końcowej klasyfikacji. Tym razem musiał uznać wyższość Hiszpana Roberto Merhiego. Niemiec pięciokrotnie stanął na najwyższym stopniu podium oraz czterokrotnie uzyskał pole position.

### Deutsche Tourenwagen Masters
W 2013 roku Wittman został etatowym kierowcą BMW w Deutsche Tourenwagen Masters, reprezentując zespół BMW Team MTEK. W wyścigu na Red Bull Ringu stanął na drugim stopniu podium. Z dorobkiem 49 punktów uplasował się na ósmej pozycji w klasyfikacji generalnej.
W kolejnym sezonie startów przedłużył kontrakt z BMW. Już w pierwszym wyścigu na torze Hockenheimring odniósł zwycięstwo. Również na Hungaroringu, Red Bull Ringu i Nürburgringu plasował się na pierwszej pozycji. Po zakończeniu ósmej rundy sezonu zapewnił sobie zwycięstwo w końcowej klasyfikacji kierowców.